# 栃木県企業局
栃木県企業局 (とちぎけんきぎょうきょく) は、栃木県の地方公営企業である。栃木県内で電気事業、水道事業、工業用水道事業及び地域振興整備事業を行っている。

## 事業

### 電気事業
以下の発電所を所有している。
- 栃木県営川治第一発電所
- 栃木県営川治第二発電所
- 栃木県営風見発電所
- 栃木県営板室発電所
- 栃木県営深山発電所
- 栃木県営足尾発電所
- 栃木県営東荒川発電所
- 栃木県営木の俣発電所
- 栃木県営小網発電所

### 水道事業
以下の地域へ水道を給水している。
- 北那須水道(大田原市及び那須塩原市)
- 鬼怒水道(宇都宮市、真岡市、塩谷郡高根沢町及び芳賀中部上水道企業団)

### 工業用水道事業
以下の地域へ工業用水道を給水している。
- 鬼怒工業用水道(宇都宮市、真岡市、河内郡上三川町、芳賀郡芳賀町及び塩谷郡高根沢町の一部)

### 地域振興整備事業
以下の施設を経営している。
- 栃木県民ゴルフ場
- 栃木県本町合同ビル